# Let's Go (filme)
Let's Go é um filme mudo de curta-metragem produzido nos Estados Unidos em 1918, dirigido por Alfred J. Goulding e com atuações de Harold Lloyd.